# 서용빈
서용빈(徐溶彬, 1971년 1월 2일 ~ )은 전 KBO 리그 LG 트윈스의 내야수이자, 현 KBO 리그 LG 트윈스의 전력강화코디네이터이다.

## 선수 시절

### LG 트윈스시절
1994년 LG 트윈스의 2차 6순위(전체 41순위) 지명을 받아 입단하였다. 데뷔 첫 해에 김재현, 류지현과 함께 신인 3인방으로 새 바람을 일으켰다. 1994년 한국시리즈 우승을 이끌었고, 골든 글러브 1루수 부문에 선정됐다.
1998년에는 교통 사고를 당해 턱뼈 골절상을 입었고, 이로 인해 경기에 출전하지 못했다. 1999년에는 병역 비리로 구속됐다. 2000년에 복귀했지만 2002년 8월 14일 경기를 끝으로 주전 1루수 자리를 한동안 동갑내기인 최동수에게 내주고 공익근무요원으로 입대, 2004년에 복무를 마치고 소집 해제됐다.
복귀 후에는 별다른 모습을 보여 주지 못하고 2006년 9월 24일 두산전을 끝으로 김정민과 함께 현역에서 은퇴했다.

## 야구선수 은퇴 후
은퇴 후 일본으로 건너가 주니치 드래곤스에서 지도자 연수를 받았다.
 연수를 마치고 친정 팀으로 돌아와 2008년에 스카우트로 활동하다가 같은 해 2군 타격코치로 보직을 변경했다. 2014년에 다시 일본으로 건너가서 한 번 더 연수를 받은 것을 제외하고, 계속 LG에서 코치를 맡아 오다가 2017 시즌 후 사임했다.
2018년부터 2020년까지 SPOTV의 야구 해설위원으로 활동했다.
2021년부터 2023년까지 kt 위즈에서 2군 감독과 2군 수석코치를 맡았고, 2023 시즌 후 황병일의 후임으로 LG 트윈스의 2군 감독으로 선임됐다.

## 주요 기록
- 1994년 4월 16일 신인 첫 사이클링 히트(사직 롯데전, 프로 통산 6번째)

## 출신 학교
- 서울금양초등학교
- 선린중학교
- 선린상업고등학교
- 단국대학교 경영학과 90학번

## 통산 기록
| 연도 | 소속  | 경기 | 타수 | 득점 | 안타 | 2루타 | 3루타 | 홈런 | 타점 | 도루 | 희생타 | 4구 | 사구 | 삼진 | 병살타 | 실책 | 타율  | 장타율 | 출루율 | 비고             |
| ---- | ----- | ---- | ---- | ---- | ---- | ----- | ----- | ---- | ---- | ---- | ------ | --- | ---- | ---- | ------ | ---- | ----- | ------ | ------ | ---------------- |
| 1994 | LG    | 126  | 493  | 72   | 157  | 30    | 4     | 4    | 72   | 6    | 5      | 39  | 5    | 62   | 9      | 4    | 0.318 | 0.420  | 0.371  | 1루수 골든글러브 |
| 1995 | LG    | 126  | 441  | 48   | 135  | 28    | 2     | 4    | 53   | 6    | 8      | 34  | 8    | 55   | 12     | 9    | 0.306 | 0.406  | 0.365  |                  |
| 1996 | LG    | 95   | 248  | 28   | 60   | 4     | 2     | 4    | 29   | 3    | 5      | 24  | 5    | 34   | 8      | 3    | 0.242 | 0.323  | 0.319  |                  |
| 1997 | LG    | 120  | 399  | 51   | 126  | 25    | 6     | 4    | 69   | 4    | 15     | 38  | 7    | 45   | 5      | 4    | 0.316 | 0.439  | 0.379  |                  |
| 2000 | LG    | 100  | 288  | 27   | 79   | 12    | 2     | 2    | 40   | 4    | 8      | 35  | 2    | 37   | 9      | 5    | 0.274 | 0.351  | 0.355  |                  |
| 2001 | LG    | 126  | 371  | 36   | 106  | 19    | 4     | 0    | 49   | 4    | 8      | 37  | 5    | 50   | 10     | 3    | 0.286 | 0.358  | 0.357  |                  |
| 2002 | LG    | 88   | 273  | 35   | 78   | 16    | 1     | 3    | 27   | 4    | 3      | 25  | 0    | 49   | 6      | 7    | 0.286 | 0.385  | 0.344  |                  |
| 2005 | LG    | 15   | 39   | 3    | 5    | 1     | 1     | 0    | 2    | 0    | 1      | 1   | 0    | 8    | 0      | 1    | 0.128 | 0.205  | 0.150  |                  |
| 통산 | 8시즌 | 796  | 2552 | 300  | 746  | 135   | 22    | 21   | 341  | 31   | 53     | 233 | 32   | 340  | 59     | 36   | 0.292 | 0.387  | 0.359  |                  |